# Allahabad Bank
O Allahabad Bank é um banco nacionalizado com sede em Kolkata, Índia. É o mais antigo banco de ações da Índia. Em 24 de abril de 2014, o banco entrou no seu 150º ano de estabelecimento. O banco foi fundado em Allahabad em 1865.
Em 31 de março de 2018, o Allahabad Bank possuía mais de 3245 agências em toda a Índia. O banco fez um negócio total de INR 3,8 trilhões durante o EF 2017-18.
A capitalização de mercado do banco em junho de 2018 era de US$ 573 milhões e ficou em 1.882 na lista da Forbes Global 2000. Em 30 de agosto de 2019, o ministro das Finanças, Nirmala Sitharaman, anunciou a fusão do Allahabad Bank com o Indian Bank.

## Século XIX

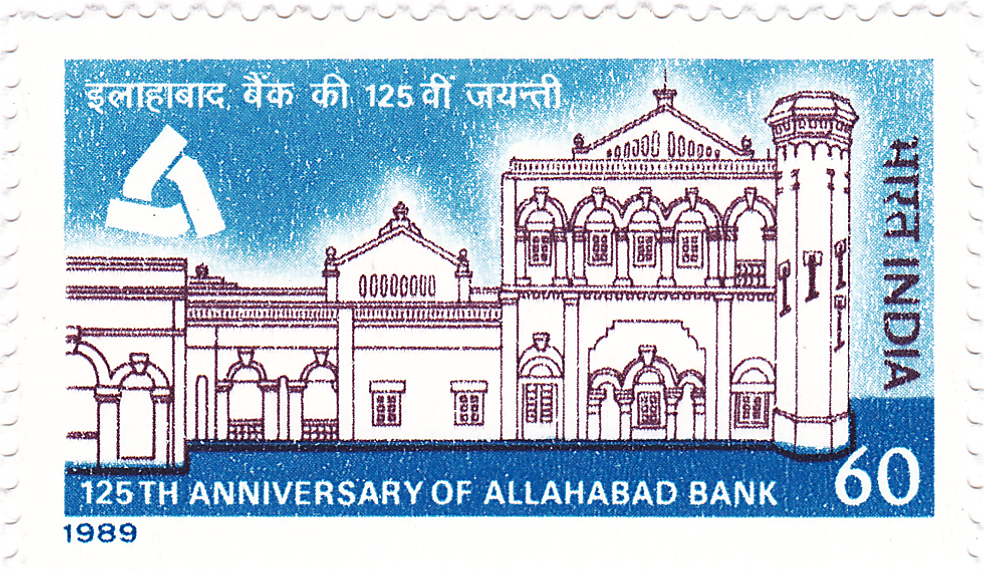
Um selo de 1989 dedicado ao 125º aniversário do Allahabad Bank

Em 24 de abril de 1865, um grupo de europeus fundou o Allahabad Bank em Allahabad. No final do século XIX, tinha filiais em Jhansi, Kanpur, Lucknow, Bareilly, Nainital, Calcutá e Delhi.

## Século XX
No início do século XX, com o início do movimento Swadeshi, o Allahabad Bank testemunhou um surto de depósitos. Em 1920, a P&O Banking Corporation adquiriu o Allahabad Bank com um preço de compra de ₹436 (US$ 6.30) por ação. Em 1923, o banco mudou sua sede e sua sede para Calcutá por razões de conveniência operacional e oportunidades de negócios. Então, em 1927, o Chartered Bank da Índia, a Austrália e a China (Chartered Bank) adquiriram o P&O Bank. No entanto, o Chartered Bank continuou a operar o Allahabad Bank como uma entidade separada.
O Allahabad Bank abriu uma agência em Rangoon (Yangon). Em algum momento, o Chartered Bank fundiu a agência do Allahabad Bank em Rangoon com a sua. Em 1963, o governo revolucionário na Birmânia nacionalizou as operações do Chartered Bank no país, que se tornaram o Banco Popular nº 2.
Em 19 de julho de 1969, o governo indiano nacionalizou o Allahabad Bank, juntamente com outros 13 bancos.
Em outubro de 1989, o Allahabad Bank adquiriu o United Industrial Bank, um banco com sede em Calcutá que foi estabelecido em 1940 e que trouxe 145 agências. Dois anos depois, o Allahabad Bank fundou a AllBank Finance Ltd, uma subsidiária integral do Merchant Banking.

## Século XXI
A propriedade do governo do Allahabad Bank encolheu em outubro de 2002, depois que o banco se envolveu em uma Oferta Pública Inicial (IPO) de ₹100 milhões (US$ 1,4 milhões) de ações, cada uma com um valor nominal de ₹10. O IPO reduziu a participação do governo para 71,16%. Então, em abril de 2005, o banco realizou uma segunda oferta pública de ₹100 milhões de ações, cada uma com valor nominal de ₹10 e venda com um prêmio de ₹72. Essa oferta reduziu a propriedade do governo para 55,23%.
Em junho de 2006, o banco abriu seu primeiro escritório fora da Índia quando abriu um escritório de representação em Shenzen, China Continental . Em fevereiro de 2007, o Allahabad Bank abriu sua primeira agência no exterior, em Hong Kong. Em março, os negócios do banco ultrapassaram a marca de ₹10 milhões.
Em 30 de agosto de 2019, o Ministro das Finanças, Nirmala Sitharaman, anunciou que o Allahabad Bank seria fundido com o Indian Bank. A fusão proposta criaria o sétimo maior banco do setor público do país com ativos de cerca de US$ 120 bilhões.

## Listagens e participação
As ações do Allahabad Bank estão listadas na Bolsa de Bombaim e na Bolsa Nacional da Índia.

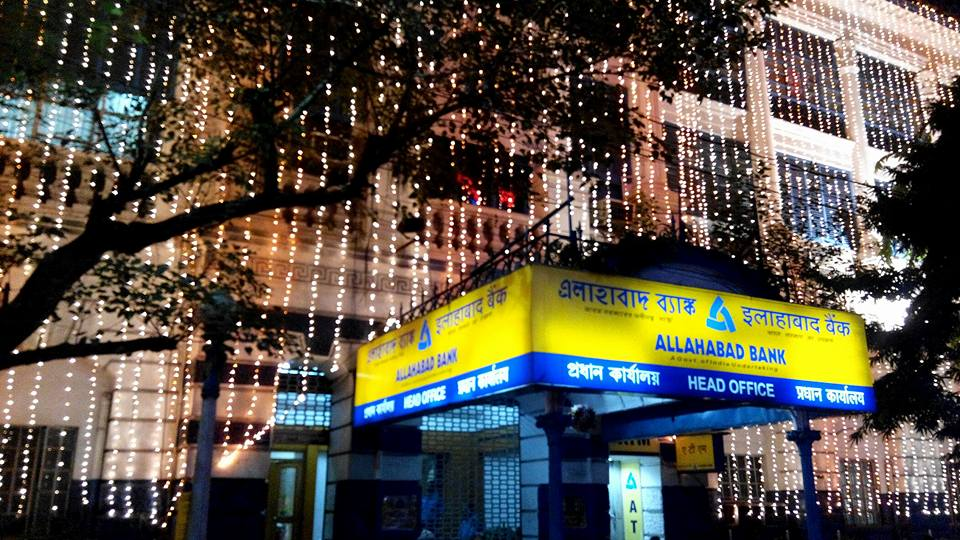
Sede do Allahabad Bank em Calcutá

| Acionistas (em 31 de março de 2014)            | Participação acionária |
| ---------------------------------------------- | ---------------------- |
| Grupo Promotor (Governo da Índia)              | 64,80%                 |
| IFs/MFs indianos                               | 16,60%                 |
| Investidores institucionais estrangeiros (FII) | 03,20%                 |
| Índios residentes                              | 08,80%                 |
| Outras                                         | 06,60%                 |
| Total                                          | 100,0%                 |

## Funcionários
Em 31 de março de 2013, o banco possuía 22.557 funcionários, dos quais 3.293 eram mulheres (15%). Do total de empregados, 51% eram oficiais, 30% eram funcionários e 19% restantes eram funcionários subordinados. O banco recrutou 1.950 funcionários (1.421 Diretores, 390 Funcionários e 139 funcionários subordinados) durante o mesmo exercício. A empresa incorreu em 20 bilhões de INR em despesas com benefícios a empregados durante o mesmo exercício.
Produtividade dos funcionários: durante o EF 2013–14, o negócio por funcionário foi de INR 13,50 crores e obteve um lucro líquido de INR 4,77 lakhs por funcionário.

O banco agora está operando nos seguintes Estados
- Andaman e Ilha Nicobar
- Andhra Pradesh
- Arunachal Pradesh
- Assam
- Bihar
- Chandigarh
- Chhattisgarh
- Delhi
- Goa
- Gujarat
- Haryana
- Himachal Pradesh
- Jammu e Kashmir
- Jharkhand
- Karnataka
- Kerala
- Madhya Pradesh
- Maharashtra
- Manipur
- Meghalaya
- Nagaland
- Odisha
- Puducherry
- Punjab
- Rajasthan
- Sikkim
- Tamil Nadu
- Telangana
- Tripura
- Uttar Pradesh
- Uttarakhand
- Bengala Ocidental

Em 13 de julho de 2019, o Allahabad Bank divulgou que detectou uma fraude no valor de ₹1,774.82 (US$ 257 milhões) pela Bhushan Power & Steel Ltd (BPSL).

O banco também detectou outra fraude de ₹688.27 (US$ 100 milhões) pela SEL Manufacturing Ltd., uma empresa têxtil sediada em Ludhiana em 17 de julho de 2019.